# IEEE 1394

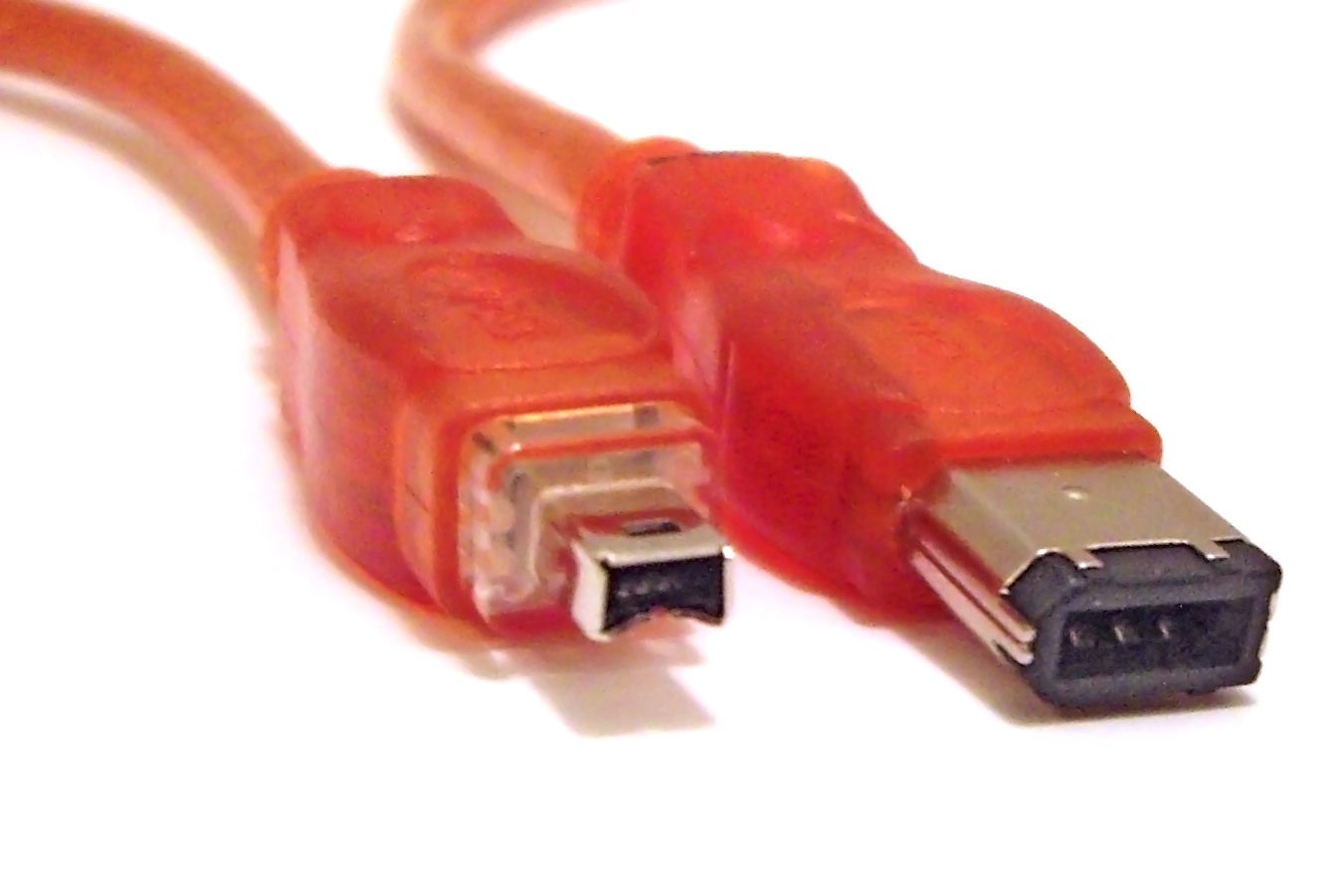
4Pin（左）和6Pin（右）的IEEE 1394a接頭

IEEE 1394，別名火线（FireWire）接口，是由苹果公司领导的开发联盟开发的一种高速传送接口，IEEE 1394是由蘋果電腦所創，其他製造商也已獲得授權生產。「火線」一詞為蘋果電腦登記之商標，因此其他製造商在運用這項科技時，會採用不同的名稱。
IEEE 1394理論上可以將64台裝置串接在同一網路上。傳輸速度有100Mbit/s、200Mbit/s、400Mbit/s和800Mbit/s，目前已經制定出1.6 Gbit/s和3.2 Gbit/s的規格。Sony的產品称这种接口为i.Link；德州儀器則稱之為Lynx。

## 由來

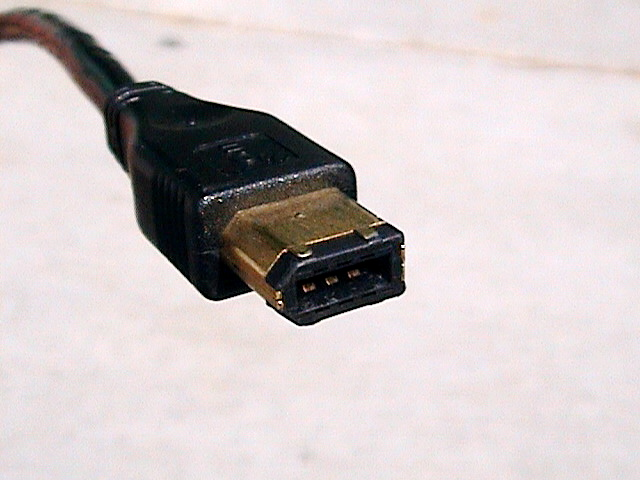
一個IEEE 1394a 6Pin接頭

IEEE 1394的原來設計，是以其高速傳輸率，容許用戶在電腦上直接透過 IEEE 1394 介面來編輯電子影像檔案，以節省硬碟空間。在未有 IEEE 1394 以前，編輯電子影像必須利用特殊硬件，把影片下載到硬碟上進行編輯。IEEE 1394的出現，曾經被期待是企業使用的SCSI裝置的發展新型態。
由于早期在开发联盟内部的制造许可证定价的纠纷，造成了此技术在市場推廣上被延誤。在定价时，苹果公司想在每一个出产接頭上营利1至2美元的许可费。其他联盟公司（如Intel）则认为此定价太高，如果联盟的所有公司都要求那么高的营利，一个接口的许可费将高达十几美元。联盟内的许多公司也是USB开发者论坛（USB-IF）的会员。由于此纠纷，联盟内的其他公司开始重视USB 2.0。
在制定規格的同時，硬碟價格也愈來愈便宜；SCSI裝置因為LVD化而性能有了飛躍的提昇，加上USB 2.0開發較為便宜，速度也尚且夠用，因而它取代了IEEE 1394，成為了外接電腦硬碟和其他周邊裝置的最常用介面。

## 特徵
IEEE 1394繼承了成熟的SCSI指令體系，因此傳輸的穩定度和效率都相當地高。和USB2.0相比，對CPU的負擔也較低；雖然IEEE 1394A的帳面上的最高值低於USB2.0，但是實際上的傳輸速度勝過USB2.0。因此被使用在各種需要高速穩定傳輸資料的介面上。因為商標的關係同時有著FireWire、i.Link、DV端子等多種名字。
FireWire原本是蘋果公司開發時的代稱，在2002年5月29日，當時的蘋果電腦正式於IEEE 1394的推廣團體「1394 Trade Association」發表，將屬於蘋果的商標「FireWire」作為IEEE 1394的統一品牌；另外索尼則是在蘋果將FireWire作為統一的品牌之前，就在自己公司的數位影音、相機產品上搭載了IEEE 1394介面，並且命名為「i.Link」，並且註冊為其商標。

## 版本

IEEE 1394a 6Pin（左）與IEEE 1394a 4Pin（右）的接頭

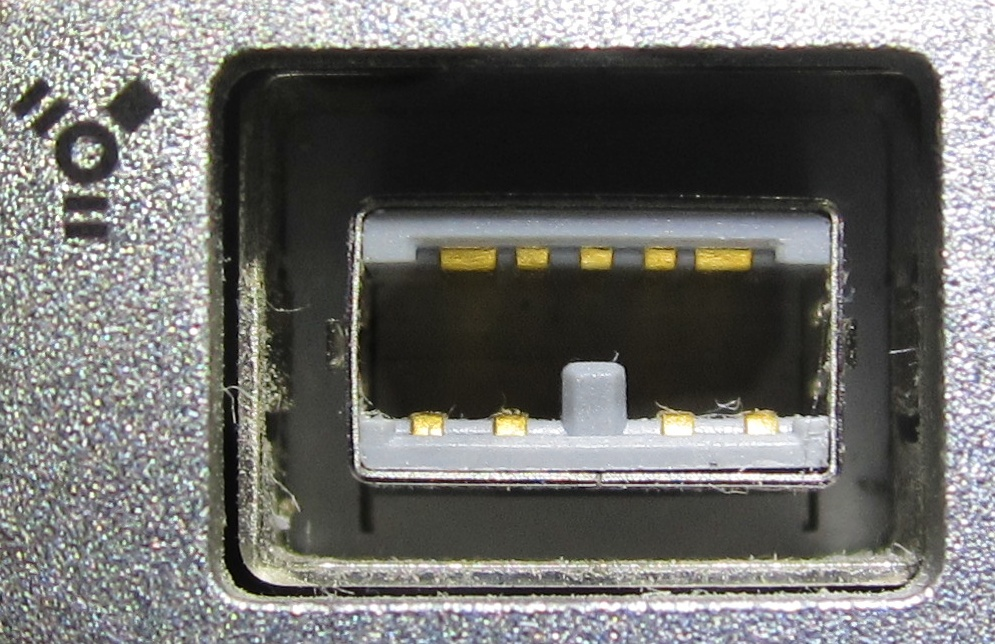
标准IEEE 1394b插座

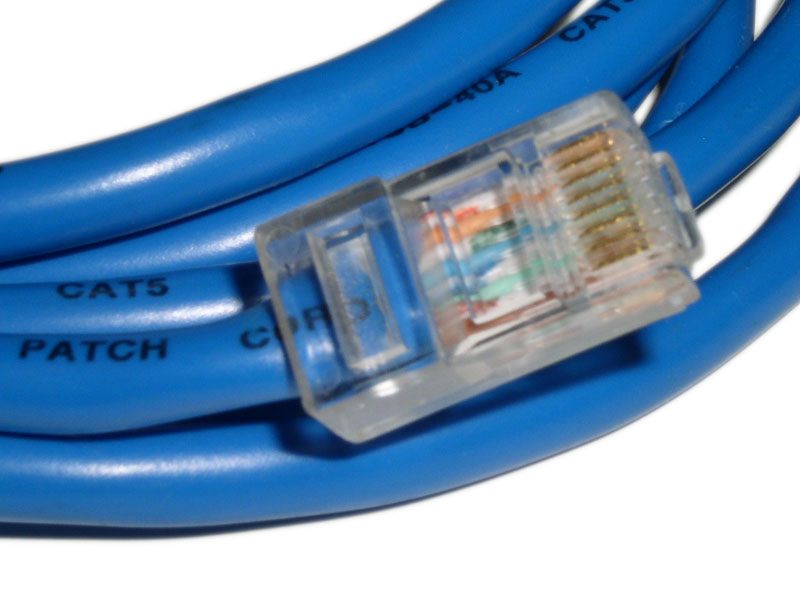
CAT-5e的纜線

### FireWire 400 (IEEE 1394-1995)
速度為100、200或400 Mbit/s（12.5、25、50MB/s）。

#### 更新 (IEEE 1394a-2000)
和IEEE 1394-1995幾乎相同，改良數個地方之後制定的新規格。為了和後述的IEEE 1394b分別，因此稱為「FireWire 400」。在工業上使用的時候，有時就單純稱呼為「.a」。

### FireWire 800 (IEEE 1394b-2002)
FireWire 800即是理論最高速為800Mbps的高速規格，相容於IEEE 1394a，但是接頭的形狀從IEEE 1394a的6 Pin變成9 Pin，因此需要經由轉接線連接。在工業上使用的時候，有時就單純稱呼為「.b」。

### FireWire S800T (IEEE 1394c-2006)
FireWire S800T公佈於2007年6月8日，提供了一個重大的技術改進，新的接頭規格和RJ45相同，並使用CAT-5（5類雙絞線）和相同的自動協定，可以使用相同的端口來連接任何IEEE 1394裝置或IEEE 802.3（1000BASE-T乙太網路雙絞線）的設備。
雖然聽起來相當有魅力，但是直到2008年10月為止，市面上尚無任何產品或是晶片，包含這種能力。

### FireWire S1600 和 S3200
IEEE 1394的推廣團體1394 Trade Association，在2007年12月宣佈，將可以在2008年底使用新的擴張規格S1600（理論值達到1.6 Gbit/s）和S3200模式（理論值達3.2 Gbit/s）。這個擴張規格使用FireWire800現在使用的9 Pin接頭和纜線，而且將會完全相容於FireWire 400和FireWire 800的裝置。這是為了迎戰USB 3.0規格所作的準備。
蘋果電腦創辦人暨執行長喬布斯於2008年宣布FireWire已「壽終正寢」。在Thunderbolt介面於2011年問世之後，蘋果公司所新改款的麥金塔電腦已逐漸取消IEEE 1394連接埠，以Thunderbolt取代。

## 使用IEEE 1394的設備
- 外接式裝置：外接硬碟、外接式光碟機、磁光盘機、讀卡機。
- 數位影音播放器：iPod早期版本只有FireWire介面，從2003年發售的第三代開始支援USB介面，2005年9月開始發售的第一代iPod nano和第五代的iPod只有支援USB傳輸，FireWire僅可用在充電。
- 工業用CCD相機：工業用為了防止接頭鬆脫，接頭的部份略有差異。
- 軍機：在軍機上被要求重量要盡量減輕。IEEE 1394b使用當做F-22猛禽戰鬥機上的匯流排，同時也使用在F-35上。
- 太空梭：NASA的太空梭也用它來監視可能在起飛或降落時撞擊到的碎片（泡沫、冰塊）[3]。
- DV：所有的數位攝影機都有一個火線的介面，但2010年代之後消費品牌已經轉向USB。許多數位攝影機都有一個DV-輸入的火線連接器（通常都是6-pin的），可以直接連接數位攝影機來記錄影片（不需使用電腦）。這個傳輸協定允許被遙控，如播放、倒轉等。